# カズオ
みんなに楽しい数字のパズル カズオは、日本では2006年4月27日にソニー・コンピュータエンタテインメントから発売されたPlayStation Portable専用のゲームソフト。イギリスのデベロッパースモー・デジタルが製作、2005年12月2日に発売した「Go! Sudoku」の日本版。北米ではUBI softが発売している。
一般的には『数独』として知られるペンシルパズルのコンピュータ移植版であるが、日本では商標登録の関係等（「数独」がニコリにより商標登録されているほか、「数独」の名を用いているソフトはいずれもニコリが問題提供をしている）から、「カズオ」のタイトルで発売された。

## PLAYSTATION 3版
PLAYSTATION Networkのオンライン配信タイトルとして2006年12月7日（北米）、同12月20日（日本）から配信されている。日本タイトルは「カズオ」、北米タイトルは「Go! Sudoku 2」。日米共に発売元はソニー・コンピュータエンタテインメント。
無料体験版のプログラム（問題は5問）をまずダウンロードし、後に問題パックを購入する販売形式。日本では入門・中級・上級パック（各400問）、これら3種類をまとめたフルパックがある。北米でのパック構成は異なる。
オンライン対戦にも対応していて、バトルとレースの２つのモードで対戦できる。